# Stenopterygia monostigma
Stenopterygia monostigma là một loài bướm đêm trong họ Noctuidae.